# Lega professionistica degli Emirati Arabi Uniti 2023-2024
La Lega professionistica degli Emirati Arabi Uniti 2023-2024, anche nota come UAE Pro League 2023-2024, è la 49ª edizione della massima competizione nazionale per club degli Emirati Arabi Uniti, la sedicesima dall'introduzione del calcio professionistico negli Emirati.
La squadra campione in carica è l'Shabab Al-Ahli.

## Stagione

### Novità
Dalla scorsa stagione sono retrocessi l'Al Dhafra, nella massima serie dalla stagione 2011-2012 e il Dibba Al-Fujairah, che invece ha passato solo una stagione nella divisione di vertice. Al loro posto, dalla Prima Divisione sono stati promossi Hatta Club, dopo due stagioni di assenza, e Emirates, che giocherà la sua decima stagione di massima serie.

### Formula
Le 14 squadre partecipanti giocano un girone all'italiana con partite di andata e ritorno, per un totale di 26 giornate. Al termine del campionato, la prima classificata è campione degli Emirati Arabi Uniti e si qualifica per la AFC Champions League 2024-2025, mentre la seconda classificata si qualifica per la Coppa dell'AFC 2024-2025. Le ultime due classificate sono invece retrocesse in Prima Divisione.

## Squadre partecipanti
| Club           | Città          | Stadio                              |
| -------------- | -------------- | ----------------------------------- |
| Ajman          | Ajman          | Stadio Ajman                        |
| Shabab Al-Ahli | Dubai          | Stadio Al-Rashid                    |
| Al-Ain         | al-'Ayn        | Stadio Hazza bin Zayed              |
| Al-Bataeh      | Al Bataeh      | Stadio Al-Bataeh                    |
| Al-Jazira      | Abu Dhabi      | Stadio Mohammed bin Zayed           |
| Khor Fakkan    | Khor Fakkan    | Stadio Saqr bin Mohammad al Qassimi |
| Al-Nasr        | Dubai          | Stadio Al-Maktum                    |
| Al-Wahda       | Abu Dhabi      | Stadio Al-Nahyan                    |
| Al-Wasl        | Dubai          | Stadio Zabeel                       |
| Baniyas        | Abu Dhabi      | Stadio Baniyas                      |
| Emirates       | Ra's al-Khayma | Stadio dell'Emirates Club           |
| Hatta Club     | Hatta          | Stadio Hamdan Bin Rashid            |
| Ittihad Kalba  | Kalba          | Stadio Ittihad Kalba                |
| Sharjah        | Sharjah        | Stadio Sharjah                      |

## Personalità e sponsor
| Squadra        | Allenatore       | Capitano           | Sponsor Tecnico | Main Sponsor             |
| -------------- | ---------------- | ------------------ | --------------- | ------------------------ |
| Ajman          | Daniel Isăilă    | Saoud Saeed        | Adidas          | Ajman Bank               |
| Al-Ain         | Hernán Crespo    | Bandar Al-Ahbabi   | Nike            | First Abu Dhabi Bank     |
| Al-Bataeh      | Mirel Rădoi      | Mohamed Ahmed      | Nike            | Majid Al Futtaim Group   |
| Al-Jazira      | Bob de Klerk     | Ali Khasif         | Zat Outfit      | Healthpoint              |
| Al-Nasr        | Alfred Schreuder | Ahmed Shambih      | Adidas          | Emirates Islamic         |
| Al-Wahda       | Arno Buitenweg   | Allan              | Adidas          | Volkswagen               |
| Al-Nasr        | Miloš Milojević  | Ali Salmeen        | Macron          | Dubai Real Estate Centre |
| Baniyas        | Darko Milanič    | Fawaz Awana        | Macron          | ADIB                     |
| Emirates       | Walter Zenga     | Andrés Iniesta     | uhlsport        | RAK Ceramics             |
| Hatta Club     | Fabio Viviani    | Vernon De Marco    | uhlsport        | Emaar                    |
| Ittihad Kalba  | Farhad Majidi    | Abdusalam Mohammed | Adidas          | Caltex                   |
| Khor Fakkan    | Nebojša Jovović  | Masoud Sulaiman    | Macron          | ADNOC                    |
| Shabab Al-Ahli | Marko Nikolić    | Majed Nasser       | Nike            | Mai Dubai                |
| Sharjah        | Cosmin Olăroiu   | Shahin Abdulrahman | Adidas          | SAIF Zone                |

## Giocatori Stranieri
Le squadre possono ingaggiare un numero illimitato di giocatori stranieri, ma possono registrare solo cinque giocatori stranieri professionisti nelle loro rose. I giocatori under-23 non vengono considerati come professionisti
- I nomi in grassetto indicano giocatori registrati durante la finestra del mercato di metà stagione.
- I nomi in corsivo indicano giocatori che hanno collezionato almeno una presenza durante la stagione ma che non fanno più parte della squadra

| Squadra        | Calciatori        | Calciatori            | Calciatori         | Calciatori         | Calciatori        | Calciatori                                                                                 | Calciatori            | Calciatori                      |
| Squadra        | 1°                | 2°                    | 3°                 | 4°                 | 5°                | U23                                                                                        | Riserve               | Ex giocatori                    |
| -------------- | ----------------- | --------------------- | ------------------ | ------------------ | ----------------- | ------------------------------------------------------------------------------------------ | --------------------- | ------------------------------- |
| Ajman          | Ali Madan         | Haykeul Chikhaoui     | Walid Azarou       | Dodô               | Miloš Kosanović   | Gian Rocky Marciano                                                                        |                       | Prestige Mboungou Nader Ghandri |
| Al-Ain         | Omer Atzili       | Park Yong-woo         | Soufiane Rahimi    | Kaku               | Kodjo Fo-Doh Laba | Abdulkarim Trawri Matías Palacios                                                          |                       |                                 |
| Al-Bataeh      | Paulinho          | Anatole Abang         | Petrus Boumal      | Diney              | Ulrich Meleke     | Sékou Gassama Alvaro de Oliveira Patricio Ulises Weberty                                   | Abdallah El Refaey    |                                 |
| Al-Jazira      | Fernando          | Neeskens Kebano       | Aboubakar Kamara   | Karim Rekik        | Alejandro Pozuelo | Chahine van Bohemen Mohammed Rabii Mamadou Coulibaly Oumar Traoré Bruno Hermann Behiratche |                       |                                 |
| Al-Nasr        | Samir Memišević   | Kevin Agudelo         | Manolo Gabbiadini  | Adel Taarabt       | Iuri Medeiros     | Shalom Ekong                                                                               |                       |                                 |
| Al-Wahda       | Omar Kharbin      | Allan                 | Ahmad Nourollahi   | Zelimkhan Bakayev  |                   | Khozhimat Erkinov                                                                          |                       | João Pedro Cristian Guanca      |
| Al-Wasl        | Gerónimo Poblete  | Jeong Seung-hyun      | Alexis Pérez       | Soufiane Bouftini  | Haris Seferovic   | Jean N'Guessan                                                                             |                       | Nicolás Giménez                 |
| Baniyas        | Taulant Seferi    | Gastón Álvarez Suárez | Youssouf Niakaté   | Saša Ivković       | Prestige Mboungou |                                                                                            |                       | Francisco Geraldes              |
| Emirates       | Franck Kom        | Al Sanousi Al Hadi    | Uroš Vitas         | Andrés Iniesta     | Paco Alcácer      |                                                                                            | Leo Ōsaki             | Diogo Acosta                    |
| Hatta Club     | Aaron Tshibola    | Alexander Merkel      | Cesar Lobi Manzoki | Vernon De Marco    | Moustafa Zeidan   |                                                                                            |                       | Gabrielzinho Shabaib Al-Khaldi  |
| Ittihad Kalba  | Daniel Bessa      | Wallace               | Mehdi Ghayedi      | Filip Kiss         | Andrés Vombergar  |                                                                                            |                       | Ivanildo Fernandes              |
| Khor Fakkan    | Lourency          | Tiago Leonço          | Thulani Serero     | Saîf-Eddine Khaoui | Abdulla Abdullaev |                                                                                            | Raniel Azizbek Amonov | Pedro Castro                    |
| Shabab Al-Ahli | Federico Cartabia | Moanes Dabour         | Bogdan Planić      | Luka Milivojević   | Azizjon Ganiev    | Breno Lemos Breno Cascardo                                                                 |                       |                                 |
| Sharjah        | Miralem Pjanić    | Caio                  | Mohamed Ben Larbi  | Moussa Marega      | Makhete Diop      | Maro Katinic Marcus Meloni Ousmane Camara                                                  |                       | Paco Alcácer Kostas Manolas     |

## Classifica
|                                | Pos. | Squadra        | Pt | G  | V  | N  | P  | GF | GS | DR  |
| ------------------------------ | ---- | -------------- | -- | -- | -- | -- | -- | -- | -- | --- |
| Emirati Arabi Uniti (bandiera) | 1.   | Al-Wasl        | 67 | 26 | 21 | 4  | 1  | 70 | 27 | +43 |
|                                | 2.   | Shabab Al-Ahli | 58 | 26 | 18 | 4  | 4  | 73 | 34 | +39 |
|                                | 3.   | Al-Ain         | 45 | 26 | 14 | 3  | 9  | 54 | 37 | +17 |
|                                | 4.   | Sharjah        | 42 | 26 | 10 | 12 | 4  | 53 | 40 | +13 |
|                                | 5.   | Al-Wahda       | 42 | 26 | 12 | 6  | 8  | 45 | 34 | +11 |
|                                | 6.   | Al-Nasr        | 39 | 26 | 11 | 6  | 9  | 39 | 36 | +3  |
|                                | 7.   | Al-Bataeh      | 37 | 26 | 10 | 7  | 9  | 42 | 44 | -2  |
|                                | 8.   | Al-Jazira      | 35 | 26 | 9  | 8  | 9  | 50 | 47 | +3  |
|                                | 9.   | Ajman          | 34 | 26 | 8  | 10 | 8  | 39 | 47 | -8  |
|                                | 10.  | Baniyas        | 26 | 26 | 7  | 5  | 14 | 33 | 46 | -13 |
|                                | 11.  | Ittihad Kalba  | 26 | 26 | 6  | 8  | 12 | 39 | 50 | -11 |
|                                | 12.  | Khor Fakkan    | 23 | 26 | 6  | 5  | 15 | 34 | 55 | -21 |
|                                | 13.  | Emirates       | 17 | 26 | 4  | 5  | 17 | 32 | 60 | -28 |
|                                | 14.  | Hatta Club     | 10 | 26 | 1  | 7  | 18 | 20 | 66 | -46 |

Legenda:
      Campione degli Emirati Arabi Uniti e ammessa alla AFC Champions League Elite 2024-2025.
      Qualificata alla AFC Champions League Elite 2024-2025, in quanto vincitrice della AFC Champions League 2023-2024.
      Qualificata ai preliminari della AFC Champions League Elite 2024-2025.
      Qualificata alla fase a gironi della AFC Champions League Two 2024-2025.
      Retrocesse in Prima Divisione UAE 2024-2025.
Note:
Tre punti a vittoria, uno a pareggio, zero a sconfitta.
Fonte: UPLeague

## Statistiche

### Classifica marcatori
Fonte
| Gol |  |  | Giocatore         | Squadra        |
| --- |  |  | ----------------- | -------------- |
| 19  |  |  | Omar Kharbin      | Al Wahda       |
| 17  |  |  | Fábio Lima        | Al Wasl        |
| 14  |  |  | Igor Jesus        | Shabab Al-Ahli |
| 14  |  |  | Munas Dabbur      | Shabab Al-Ahli |
| 12  |  |  | Kodjo Laba        | Al Ain         |
| 12  |  |  | Mehdi Ghayedi     | Ittihad Kalba  |
| 12  |  |  | Walid Azarou      | Ajman          |
| 11  |  |  | Manolo Gabbiadini | Al Nasr        |
| 11  |  |  | Haris Seferović   | Al Wasl        |
| 11  |  |  | Taulant Seferi    | Baniyas        |
| 11  |  |  | Caio Lucas        | Sharjah        |
| 10  |  |  | Ali Mabkhout      | Al Jazira      |
| 10  |  |  | Lourency          | Khor Fakkan    |

### Classifica assist
Ultimo aggiornamento 23 dicembre 2023
| Posizione | Giocatore         | Club      | Assist |
| --------- | ----------------- | --------- | ------ |
| 1         | Nicolás Giménez   | Al Wasl   | 9      |
| 2         | Erik              | Al Ain    | 5      |
| 2         | Mehdi Ghayedi     | Al Wahda  | 5      |
| 3         | Ali Madan         | Ajman     | 4      |
| 3         | Daniel Bessa      | Kalba     | 4      |
| 3         | Omer Atzili       | Al Ain    | 4      |
| 3         | Sékou Gassama     | Al Bataeh | 4      |
| 3         | Adel Taarabt      | Al Nasr   | 4      |
| 3         | Alejandro Pozuelo | Al Jazira | 4      |
| 3         | Ali Mabkhout      | Al Jazira | 4      |
| 3         | Ali Saleh         | Al Wasl   | 4      |